# 格罗莱
格罗莱（法語：Groslay，法語：[ɡʁolɛ] ⓘ）是法国法蘭西島大區瓦兹河谷省的一个市镇，位于该省东南部，属于萨塞勒区。

## 地理
格罗莱（48°59'12"N, 2°20'40"E）面积2.95 平方千米，位于法国法蘭西島大區瓦兹河谷省，该省份为法国北部内陆省份，北起瓦兹省，西接厄尔省，南至塞纳-圣但尼省、上塞纳省和伊夫林省，东临塞纳-马恩省。
与格罗莱接壤的市镇（或旧市镇、城区）包括：圣布里斯苏福雷、蒙马尼、德伊-拉巴尔、蒙莫朗西、萨塞勒。

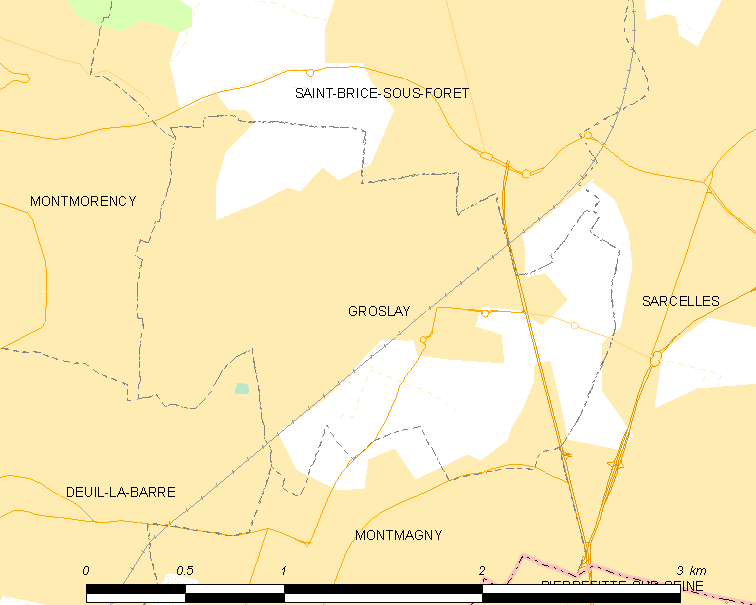
格罗莱的OSM定位图

格罗莱的时区为UTC+01:00、UTC+02:00（夏令时）。

## 行政
格罗莱的邮政编码为95410，INSEE市镇编码为95288。

## 政治
格罗莱所属的省级选区为德伊-拉巴尔县。

## 人口

1962-2008年间格罗莱人口变化图示

格罗莱于2022年1月1日时的人口数量为8378人。